# Сен-Фрон (Шаранта)
Сен-Фрон (фр. Saint-Front) — коммуна во Франции, находится в регионе Пуату — Шаранта. Департамент — Шаранта. Входит в состав кантона Манль. Округ коммуны — Конфолан.
Код INSEE коммуны — 16318.

## География
Коммуна расположена приблизительно в 370 км к юго-западу от Парижа, в 80 км южнее Пуатье, в 30 км к северу от Ангулема.
С востока на запад коммуну пересекает река Сон-Соннет.

## Население
Население коммуны на 2008 год составляло 332 человека.
| 1962 | 1968 | 1975 | 1982 | 1990 | 1999 | 2008 |
| ---- | ---- | ---- | ---- | ---- | ---- | ---- |
| 390  | 408  | 378  | 372  | 301  | 315  | 332  |

## Экономика
В 2007 году среди 167 человек в трудоспособном возрасте (15—64 лет) 101 были экономически активными, 66 — неактивными (показатель активности — 60,5 %, в 1999 году было 70,7 %). Из 101 активных работали 89 человек (54 мужчины и 35 женщин), безработных было 12 (3 мужчины и 9 женщин). Среди 66 неактивных 13 человек были учениками или студентами, 27 — пенсионерами, 26 были неактивными по другим причинам.

## Достопримечательности
- Церковь Сен-Фрон (XII—XIII века). Исторический памятник с 1956 года[3]
- Старинное кладбище эпохи Меровингов

## Фотогалерея

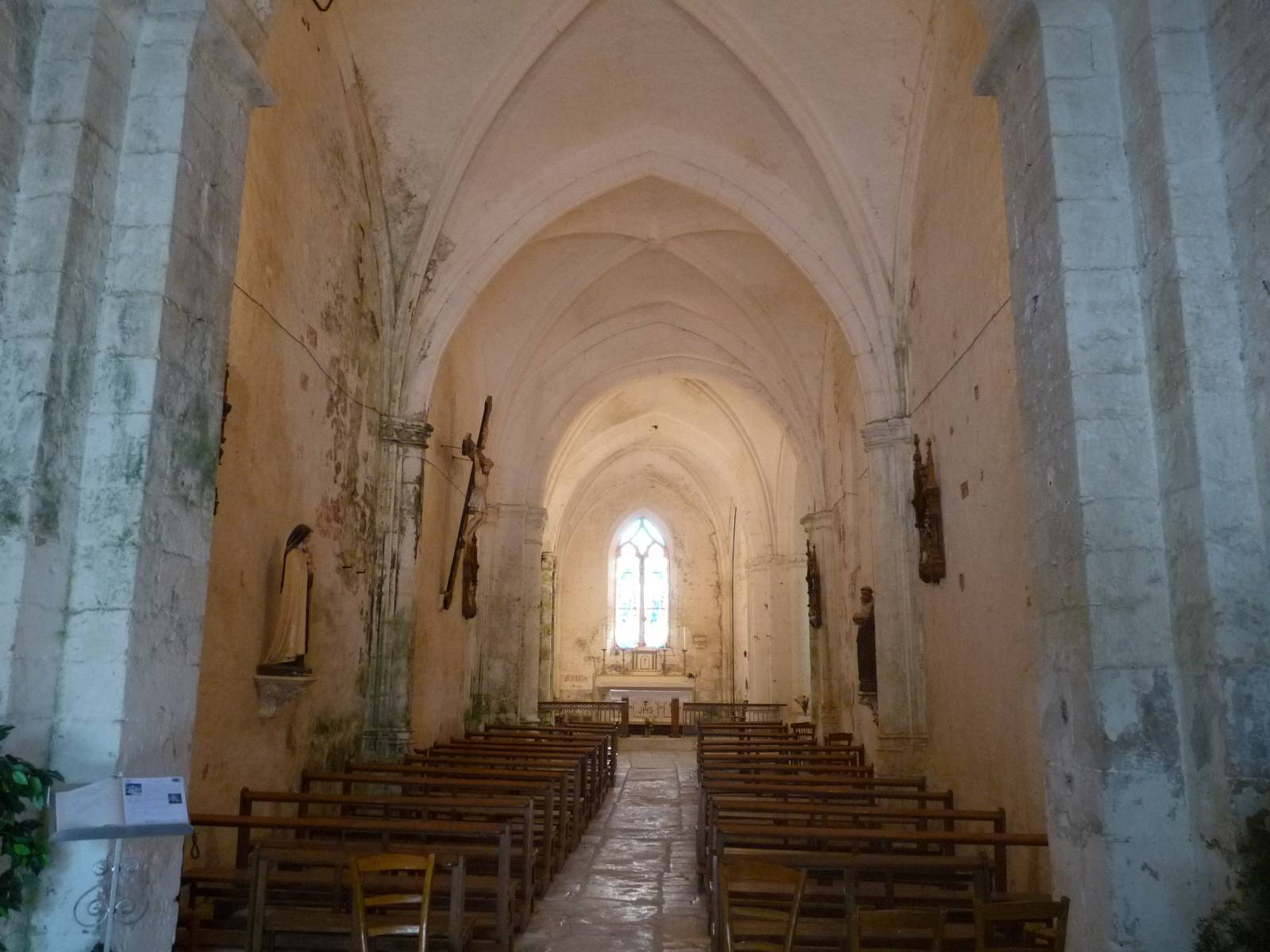
Интерьер церкви Сен-Фрон
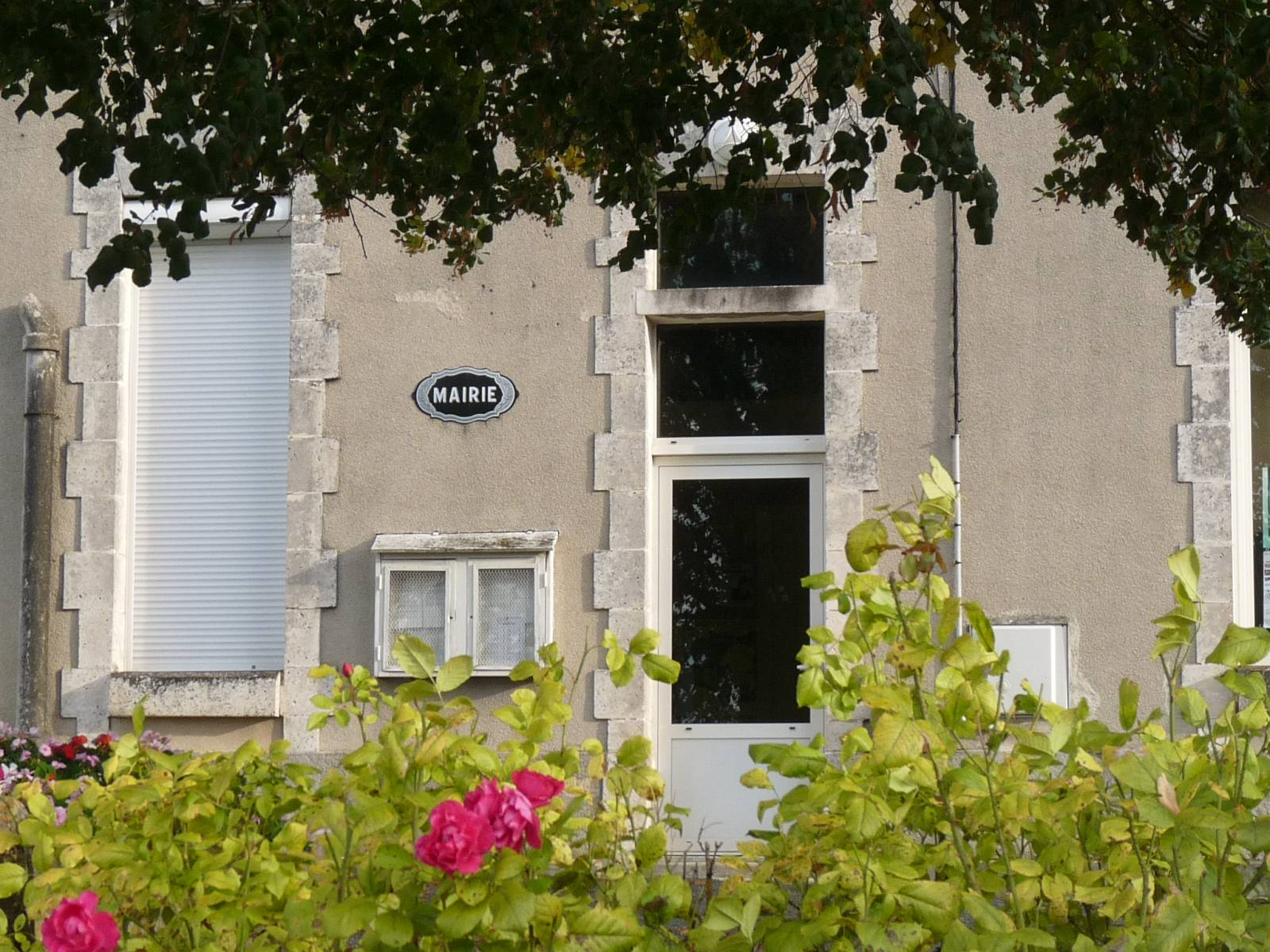
Мэрия
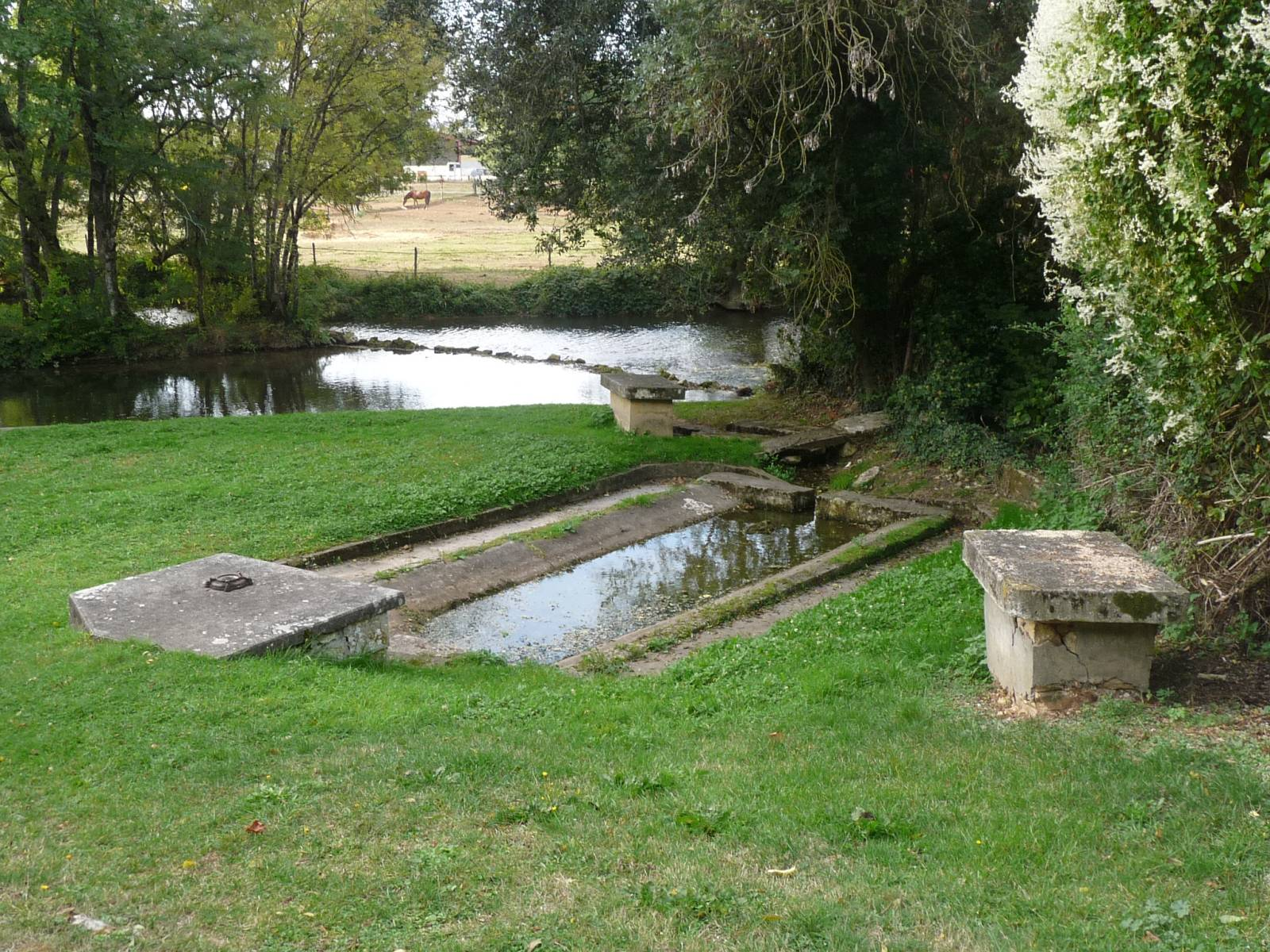
Прачечная